# The Cambridge History of English and American Literature
The Cambridge History of English and American Literature wurde zwischen 1907 und 1921 zum ersten Mal publiziert. Sie besteht aus 18 Bänden mit 303 Kapiteln auf mehr als 11.000 Seiten und wurde von 171 führenden Gelehrten des frühen 20. Jahrhunderts verfasst.
Die Kapitel über englische Literatur beginnen mit altenglischen Gedichten und enden mit der späten viktorianischen Epoche. Die amerikanische Literatur wird von der Kolonialzeit und dem Unabhängigkeitskrieg bis ins frühe 20. Jahrhundert geschildert. Bei ihrer Veröffentlichung war die Cambridge History das bis dahin wichtigste Werk der Literaturgeschichte.
Bartleby.com brachte die Cambridge History im Jahr 2000 online.